# جسر تسوجون

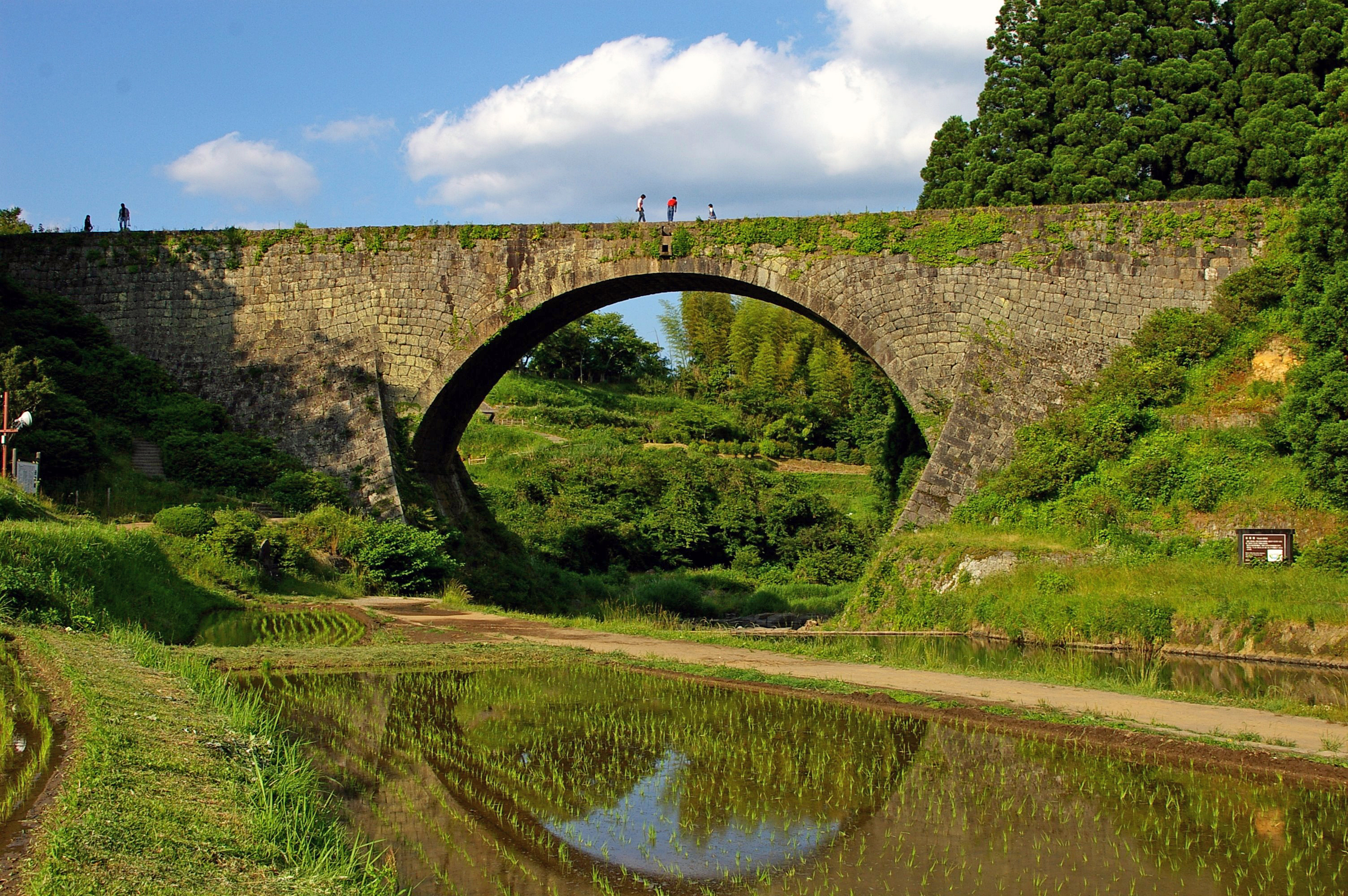
جسر تسوجون في عام 2007. يتدفق الماء من اليسار إلى اليمين

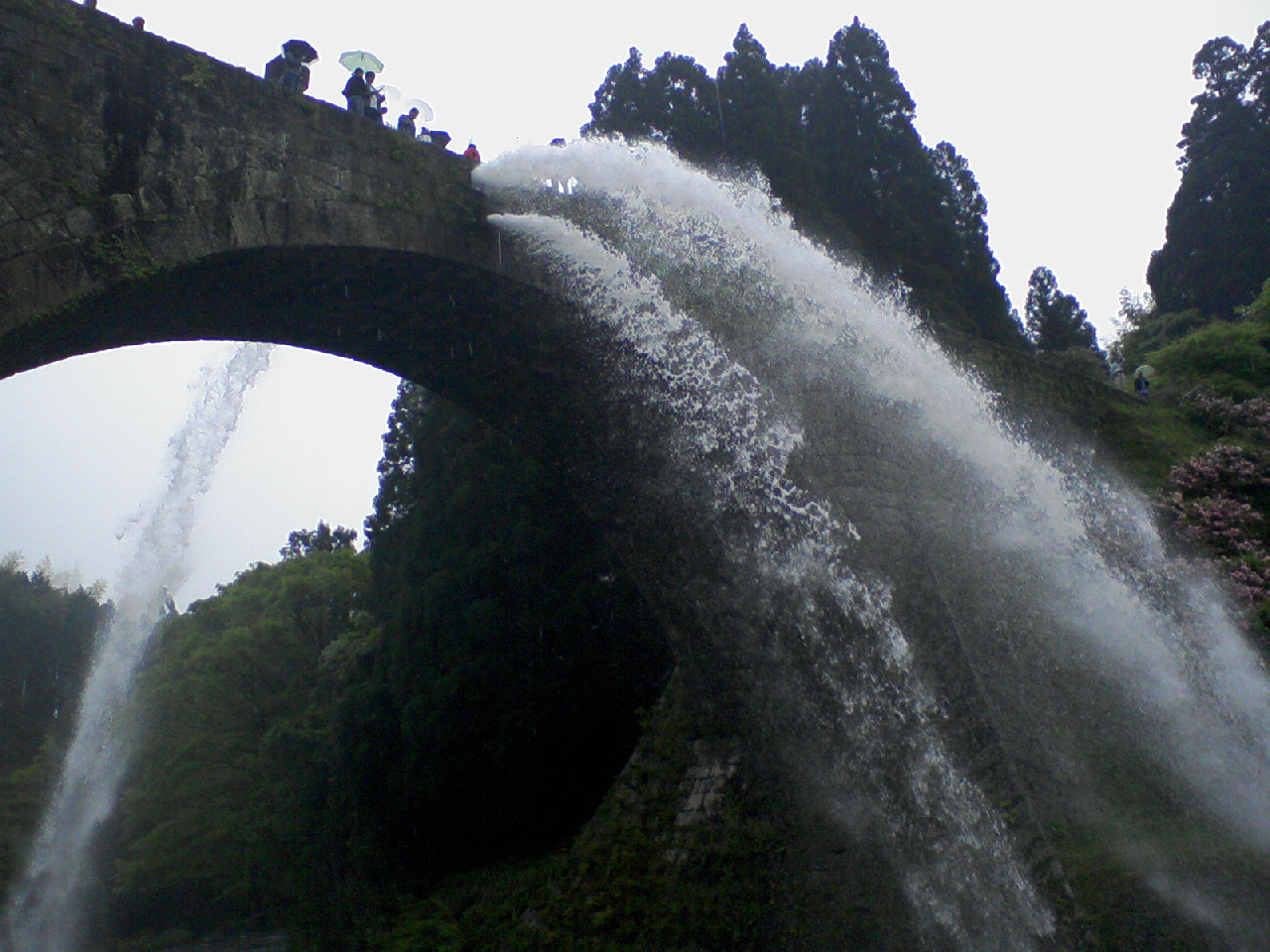
يقوم جسر تسوجون بتصريف المياه في مايو 2007.

جسر تسوجون (通潤橋) هو جسر قوسي على قناة مائية في بلدية ياماتو في مدينة كوماموتو، اليابان شييد عام 1854 ويبلغ طوله 84.0 مترًا. يمتد القوس بطول 27.3 م. هو أكبر جسر حجري في اليابان.
صنفته الوكالة اليابانية للشؤون الثقافية ممتلك ثقافي مهم.